# Дьюрак (река)
Дью́рак (англ. Durack River) — река в Австралии. Впадает в залив Кембридж на юге Тиморского моря. Протекает по территории восточного Кимберли на северо-востоке штата Западная Австралия.
Длина реки составляет 306 км, что делает её пятой по этому показателю среди водотоков Кимберли. Площадь водосборного бассейна — 14200 км².
Начинается к северо-западу от южной оконечности хребта Дьюрак. В верхней половине течёт на север, далее преобладающим направлением течения становится северо-восток. К юго-востоку от Уиндема впадает в эстуарий Уэст-Арм залива Кембридж, являющегося ответвлением залива Жозеф-Бонапарт.
Река названа в 1882 году Джоном Пентекостом, в честь руководителя их экспедиции М. П. Дьюрака.
В бассейне реки обитают значительные, но изолированные популяции уязвимого подвида лиловошапочного расписного малюра.